# Dnister-Passage
Die Dnister-Passage (ukrainisch Дністровсько-Цареградське гирло Dnistrowsko-Zarehradske hyrlo, rumänisch Strâmtoarea Țarigrad) ist ein Durchgang und der Hauptkanal zwischen dem Dnister-Liman im Nordwesten und dem Schwarzen Meer im Südosten.
Die Passage wird von einer 1955 eröffneten Hubbrücke, der Satoka-Brücke, überquert. Über die Brücke verlaufen die nationale Fernstraße R70 und die Bahnstrecke Odessa–Basarabeasca. Beide verbinden die historische Region Budschak in Bessarabien (im Südwesten) mit der von Jedisan in der Pontischen Steppe (im Nordosten). Beide Seiten der Passage gehören heute zum Rajon Bilhorod-Dnistrowskyj der ukrainischen Oblast Odessa. In der Nähe der Passage steht der Leuchtturm Dnister-Zaregrad, der zu Zufahrt zum Hafen von Bilhorod-Dnistrowskyj sichert.
Die Satoka-Brücke über die Passage wurde im Rahmen des Russisch-Ukrainischen Kriegs mehrmals durch russischen Raketenbeschuss angegriffen und dabei so erheblich beschädigt, dass sie für den Verkehr gesperrt werden musste.

## Galerie

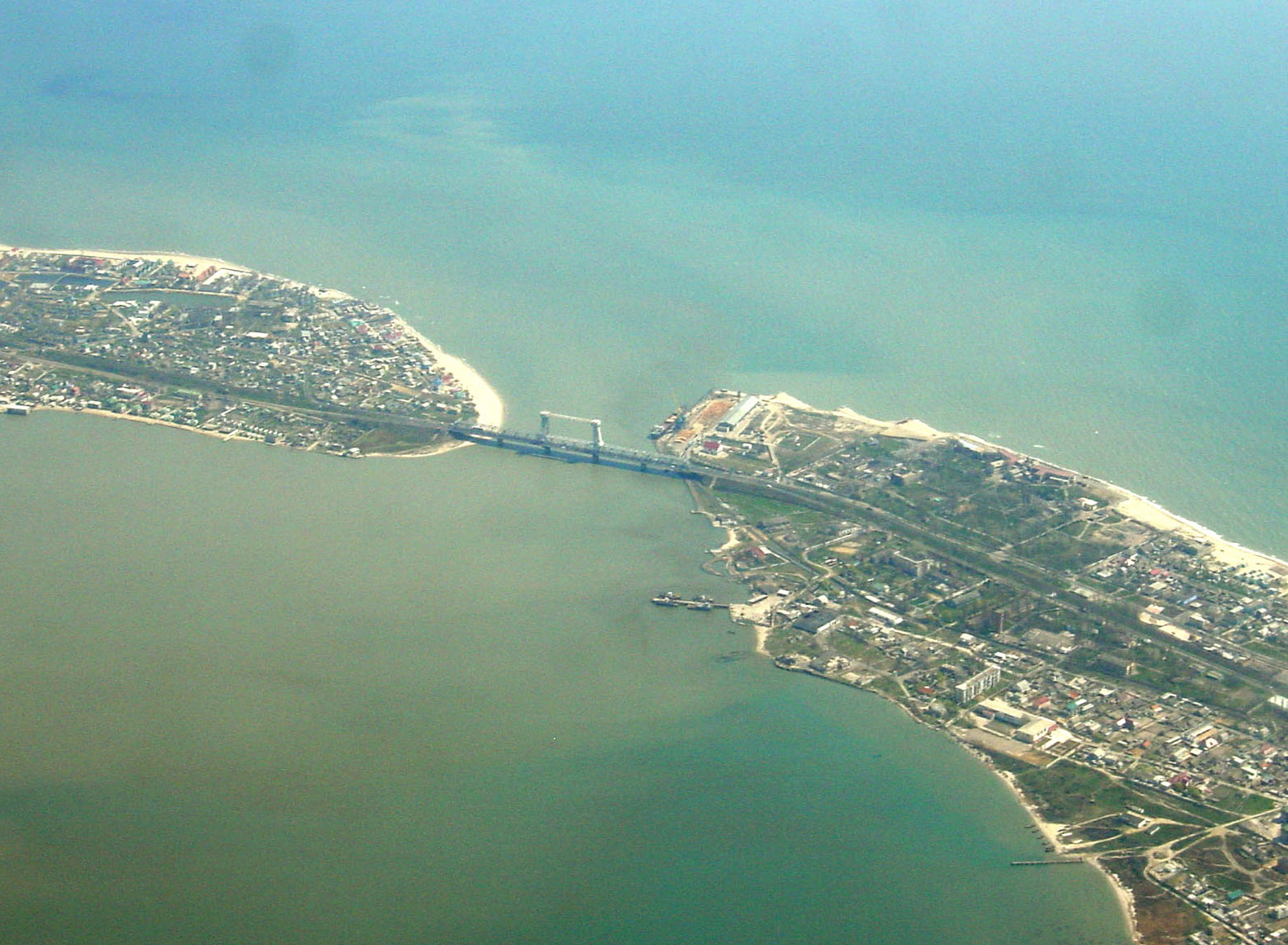
Luftaufnahme der Dnister-Passage mit dem Dnister-Liman unten und dem Schwarzen Meer oben.
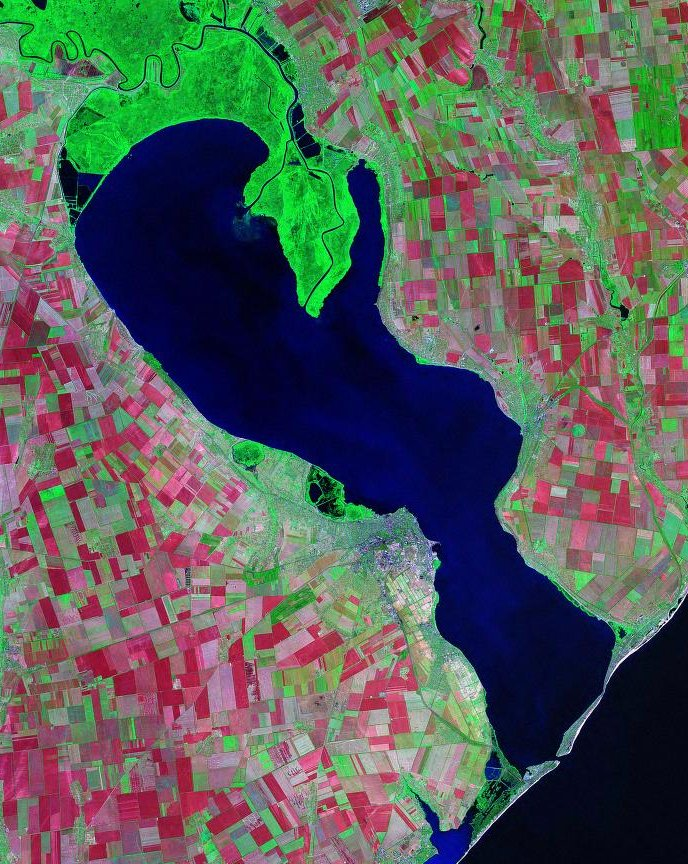
Satellitenaufnahme des Dnister-Limans
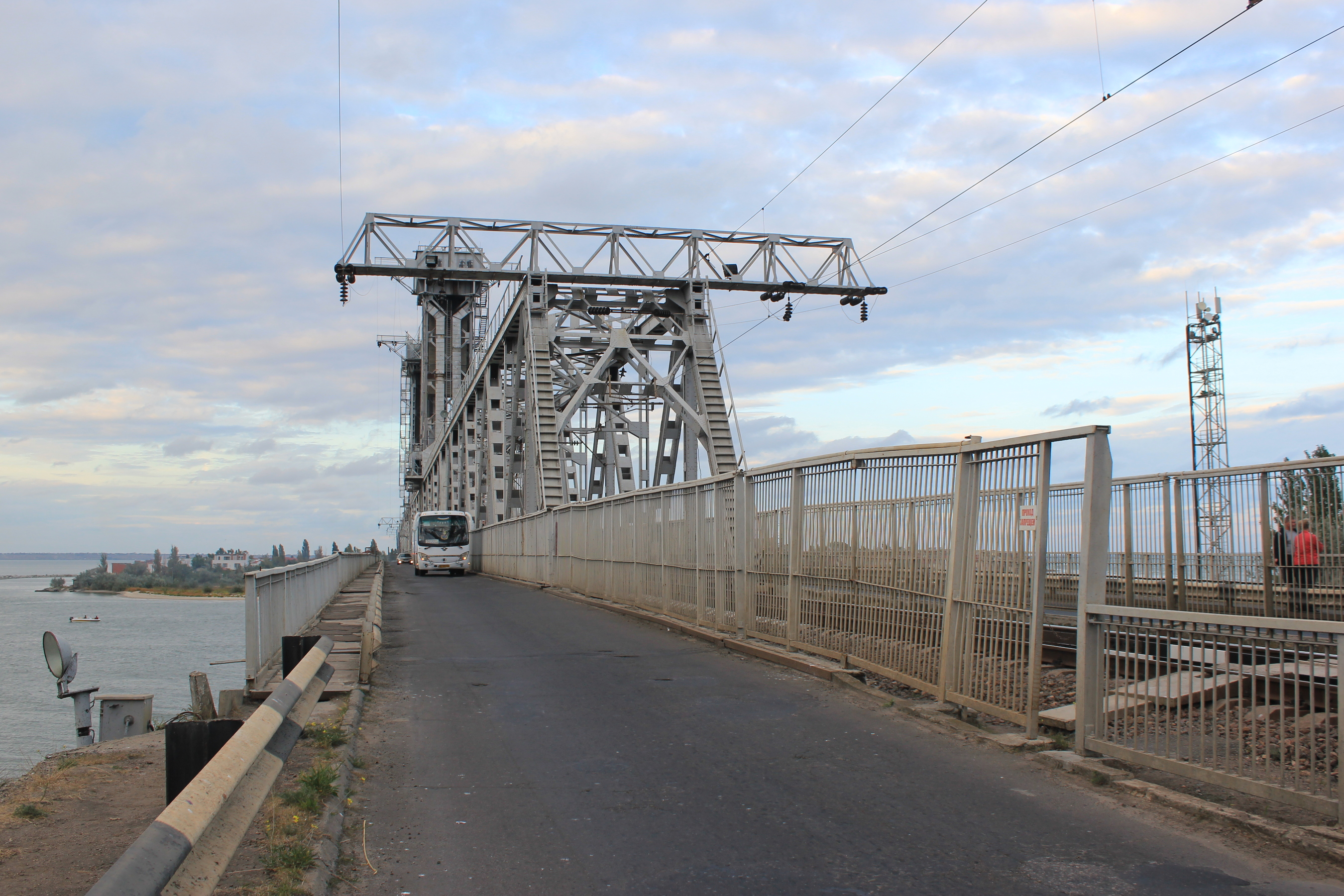
Kombinierte Eisenbahn-Straßen-Hubbrücke über die Dnister-Passage